# Meuhoek
De Meuhoek is een buurtschap ten zuidoosten van het dorp Halle in de gemeente Bronckhorst in de Nederlandse provincie Gelderland. De Meuhoek ligt deels op de zuidflank van de Halserug.

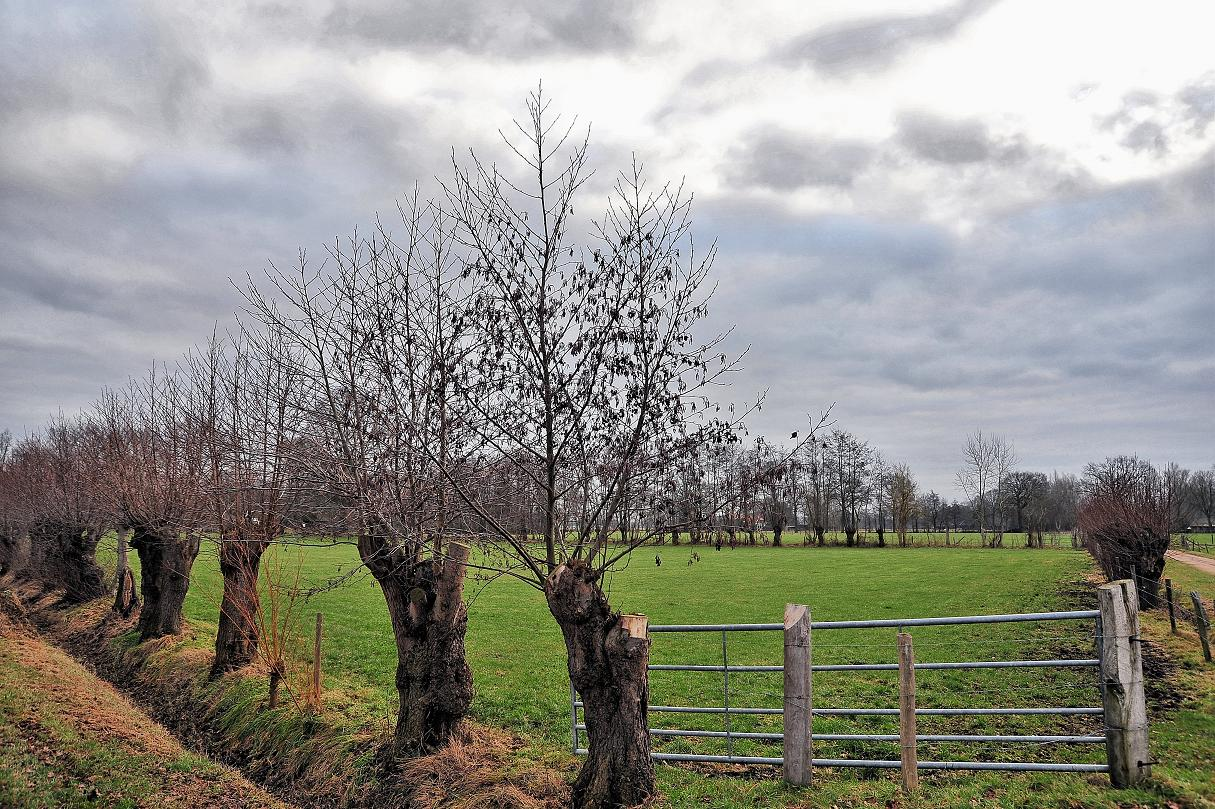
Knotelzen in de Meuhoek

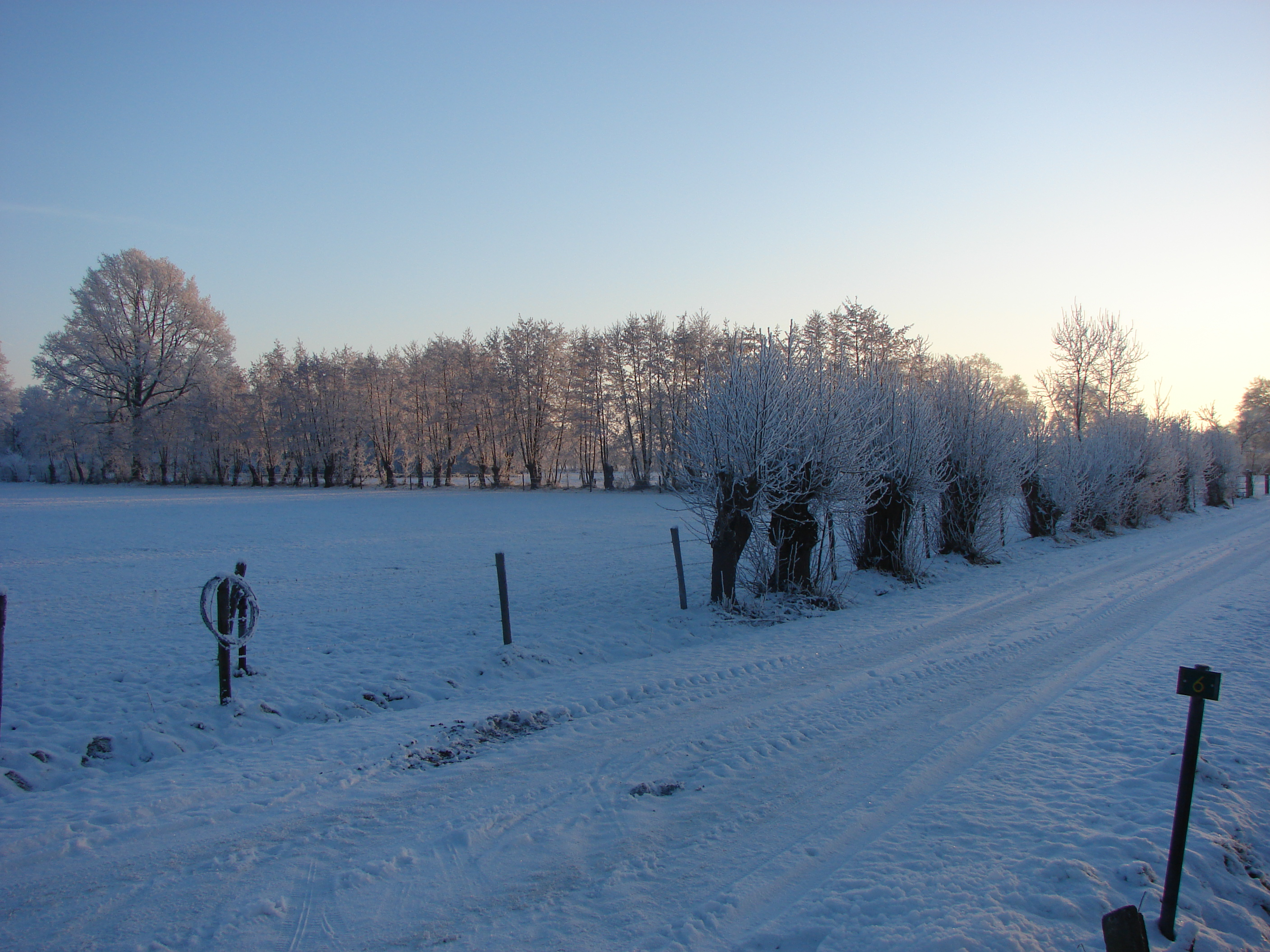
Winter in de Meuhoek

De Meuhoek is een ontginning in de Halsse Maeden van boeren uit Halle. De grond lag te laag of was te onvruchtbaar om te dienen als bouwland, maar was goed bruikbaar als weidegrond. De naam Halsse maeden geeft aan dat deze weilanden hoorden bij de Halse boerderijen. Meu is waarschijnlijk een verbastering van made. De toevoeging hoek duidt een bepaald gebied aan: zo bestaan er bijvoorbeeld ook de Heidenhoek en de Veldhoek.
In de Meuhoek wordt een fraai landschap met knotelzensingels aangetroffen. Het is een kleinschalig coulisselandschap met een afwisseling van graslanden, akkers, landwegen en natuurterreinen. Door de aanvoer van kwelwater is het gebied van oorsprong zeer nat. In dit milieu voelt een boomsoort als de zwarte els zich goed thuis.
Zeer veel bomen staan hier als knotelzen op de perceelsscheidingen. Deze bomen worden regelmatig geknot. Tegenwoordig heeft het gebied te maken met verdroging. Dit omvangrijke knotelzenlandschap is uniek voor de Achterhoek.

Aan het einde van de achttiende eeuw woonde er in de Meuhoek een zonderlinge figuur over wie vele volksverhalen de ronde deden. Deze man, bijgenaamd de Spekvos, voorzag met geweld in zijn levensonderhoud en maakte strooptochten in de wijde omgeving. Op 27 maart 1790 is de Spekvos door een buurtbewoner neergeschoten.
Hoofdplaats: Hengelo      Stadjes: Bronkhorst · Laag-Keppel

Dorpen: Achter-Drempt · Baak · Drempt · Halle · Hengelo · Hoog-Keppel · Hummelo · Keijenborg · Kranenburg · Olburgen · Steenderen · Toldijk · Velswijk · Vierakker · Voor-Drempt · Vorden · Wichmond · Zelhem

Buurtschappen: Bekveld · Delden · Dunsborg · Eldrik · Gooi · Halle-Heide · Halle-Nijman · Heidenhoek · Heurne (deels) · Linde · De Meene · Medler · Meuhoek · Mossel · Noordink · Oosterwijk · Rha · Varssel · Veldhoek (deels) · Veldwijk · Wassinkbrink · Wientjesvoort · Wildenborch · Winkelshoek · Wittebrink · Wolfersveen

Voormalige gemeenten: Hengelo · Hummelo en Keppel · Steenderen · Vorden · Zelhem

Gelderland · Steden en dorpen in Gelderland      Nederland · Provincies · Gemeenten